# Рибсон, Георгий Евгеньевич
Георгий Евгеньевич Рибсон (1901, Рига — 8 января 1966) — советский борец классического стиля, чемпион (1928), серебряный (1926) и бронзовый (1934) призёр чемпионатов СССР, мастер спорта СССР (1939). Участвовал в шести чемпионатах СССР. Был репрессирован. Похоронен на кладбище «Марьина Роща» в Нижнем Новгороде.

## Спортивные результаты
- Чемпионат СССР по классической борьбе 1926 года — ;
- Чемпионат СССР по классической борьбе 1928 года — ;
- Чемпионат СССР по классической борьбе 1934 года — ;